# Lago Catemaco
Lago Catemaco é um lago localizado em frente à cidade de Catemaco no estado de Veracruz, a sua extensão é o terceiro volume aquífero do México. O lago é formado por erupções vulcânicas e alimentado por chuvas torrenciais, típicas do clima de floresta tropical que o rodeia, bem como dezenas de córregos, e vários rios, incluindo o rio Cuetzalapan. O lago de Catemaco rodeia a Reserva da biosfera de Sierra de los Tuxtlas e possui várias ilhas interiores, tais como a Ilha dos Monos, a Ilha Agaltepec, e a Ilha das Garzas.